# Островське (Запорізький район)
Остро́вське — село в Україні, у Новомиколаївській селищній громаді Запорізького району Запорізької області. Населення становить 235 осіб. До 2020 орган місцевого самоврядування - Новомиколаївська селищна рада.

## Географія
Село Островське знаходиться на лівому березі річки Верхня Терса в місці впадання в неї річки Любашівка, вище за течією річки Любашівка на відстані 3 км розташоване село Веселий Гай.

## Історія
12 червня 2020 року, відповідно до Розпорядження Кабінету Міністрів України від № 713-р «Про визначення адміністративних центрів та затвердження територій територіальних громад Запорізької області», увійшло до складу Новомиколаївської селищної громади.
19 липня 2020 року, в результаті адміністративно-територіальної реформи та ліквідації Новомиколаївського району, село увійшло до складу Запорізького району.
22 червня 2023 року рішенням Національної комісії зі стандартів державної мови віднесено до списку населених пунктів, які «можуть не відповідати лексичним нормам української мови», зокрема стосуватися «російської імперської чи колоніальної політики». Громаді рекомендовано обґрунтувати доцільність збереження поточної назви або запропонувати нову назву в установленому законодавством порядку.

## Населення

### Мова
Розподіл населення за рідною мовою за даними перепису 2001 року:
| Мова       | Кількість | Відсоток |
| ---------- | --------- | -------- |
| українська | 228       | 97.02%   |
| російська  | 6         | 2.55%    |
| білоруська | 1         | 0.43%    |
| Усього     | 235       | 100%     |